# Guangzhou
Guangzhou (kineski: 广州, pinyin: Guǎngzhōu; doslovno: „Široka prefektura”), je glavni i najveći grad kineske pokrajine Guangdong. Nalazi se na jugu Kine, u zaljevu koji je poznat pod imenom Biserna rijeka (zajedničko ušće rijeka Xi Jiang, Bei Jiang i Dong Jiang). Smješten je u blizini Hong Konga u jednom od najnaseljenijih i najrazvijenijih područja Kine.

## Zemljopisne odlike
Guangzhou se nalazi na jugu Kine na zajedničkom ušću rijeka Xi Jiang, Bei Jiang i Dong Jiang u zaljev poznat pod imenom Biserna rijeka. Obale tog zaljeva su izrazito gusto naseljene. Guangzhou je čvrsto povezan s okolnim gradovima Hong Kongom, Shenzhenom, Foshanom, Zhongshanom i Makaom i čini jednu metropolitansku regiju koja spada među najnaseljenije i gospodarski najdinamičnije dijelove Kine (s najbržim gospodarskim rastom).
Reljef na prostoru grada je brdovit. Klima je vlažna suptropska s jakim utjecajem monsuna. Zbog monsuna su ljeta mnogo vlažnija od zima.

## Povijest
Prvi grad na području Guangzhoua je bio Panyu osnovan 214. pr. Kr. God. 206. pr. Kr. je postao glavni grad kraljevstva Nanyue. God. 111. pr. Kr. je pripojen Kineskom carstvu za vrijeme dinastije Han i postao je pokrajinski centar. Guangzhou je tada bilo ime pokrajine, a ne grada. Kasnije se Panyu sve češće počeo zvati Guangzhou. God. 758. napali su ga arapski i perzijski pirati. God. 878. ga je napao kineski pobunjenički vođa Huang Chao.
Razdoblje Pet dinastija i Deset kraljevstava (907. – 960.) koje je uslijedilo nakon propasti dinastije T'ang, iskoristio je guverner Kasnijeg Lianga, Liu Yan, da Panyu pretvori u središte svog carstva Veliki Yue ili Južni Han, koje je trajalo od 917. do 971. godine. u tom je razdoblju grad uživao značajan kulturni i gospodarski uspjeh. Od 10. do 12. stoljeća postoje zapisi da velike strane zajednice nisu bile isključivo muške (Židovi, kršćani, Parsi), već su uključivale i „perzijske žene”. Guangzhou je posjetio i maroški putnik Ibn Battuta tijekom svog putovanja širom svijeta u 14. stoljeću. Detaljno je opisao postupak kojim su Kinezi gradili svoje velike brodove u lučkim brodogradilištima.
Prvi Europljani koji su posjetili taj prostor su bili Portugalci koji su stigli 1511. godine. Guangzhou su nazvali Cantão i prema tom imenu Europljani često grad zovu Kanton. God. 1557. Portugalci su u blizini osnovali trgovačku postaju Makao koja je imala monopol na trgovinu sa Zapadom i bila portugalska kolonija sve do 1999. Od 1683. Kina se otvara za trgovinu sa strancima i Guangzhou postaje najvažnija trgovačka luka za trgovinu Kine s Europljanima i do 18. st. je postao jedna od najvažnijih svjetskih trgovačkih luka. Od 1757. do 1842. grad je imao monopol na trgovinu Kine s Europljanima (tzv. kantonski sustav), a nakon Opijumskih ratova 1842. se otvaraju ostale kineske luke. Glavni izvoz bio je čaj i porculan, a kao mjesto susreta trgovaca iz cijelog svijeta, Guangzhou je postao prethodnica uspona moderne globalne ekonomije.
Od 1918. je Guangzhou službeno ime grada, a Panyu ostaje ime južnog gradskog okruga. Između 1938. i 1945.je bio pod japanskom okupacijom. Japanci su bombardirali grad i terorizirali stanovništvo. God. 1949. Guangzhou je bio zadnje sjedište kineske nacionalističke vlade (Kuomintang) koja se borila protiv komunista. Komunisti su grad zauzeli 14. listopada 1949. i nacionalisti su pobjegli na Tajvan. Pod komunističkom vlašću se grad obnavlja. Nakon 1990. se Kina otvara slobodnom tržištu i Guangzhou se zbog svog položaja vrlo brzo gospodarski razvija.

## Znamenitosti
Od dinastije Song postoji zabilješka o „Osam pogleda na Guangzhou” u „Analima prefekture Guangzhou” (广州府志) gdje su navedene znamenitosti Guangzhoua. Tijekom povijesti ove znamenitosti su se mijenjale, ali se danas (od 2011.) za najvažnije znamenitosti smatraju:
- „Sjajni tornjevi Novog grada”
- „Treperava Biserna rijeka”
- „Maglovita planina, zelena i uredna” (Park planine Baiyun)
- „Veličanstveni Yuexiu” (Park Yuexiu)
- „Vječni plamen stare škole” (Dvorana predaka Chen Clan)
- „Čudesni prizor Liwana” (Jezero Liuhua)
- „Znanstveni grad, izvrstan poput brokata”
- „Močvara koja pjeva noću” (Park močvare Nansha)

Od tradicionalnih znamenitosti značajni su još: budistički hram Šest drva banjana, kraljevska grobnica Južne Yue i Zapadne Han dinastije i Katedrala sv. Srca. Otok Shamian je značajan rekreacijski centar.
Guangzhou je grad koji se brzo razvija i grade se mnoge moderne zgrade. Postoji poslovni centar s brojnim neboderima, a najvažniji su: CITIC Plaza, Pearl River Tower i West Tower. Izgrađen je televizijski toranj (Kantonski toranj) koji je visok 604 metra i među najvišim je građevinama na svijetu.

## Uprava
Guangzhou je pod-pokrajinski grad, te ima izravnu nadležnost nad jedanaest okruga:
| Liwan Yuexiu Haizhu Tianhe Baiyun Huangpu Panyu Huadu Nansha Conghua Zengcheng | \| Upravna podjela Guangzhoua \| Upravna podjela Guangzhoua \| Upravna podjela Guangzhoua \| Upravna podjela Guangzhoua \| Upravna podjela Guangzhoua \| Upravna podjela Guangzhoua \| Upravna podjela Guangzhoua \| Upravna podjela Guangzhoua \| Upravna podjela Guangzhoua \| Upravna podjela Guangzhoua \| \| Upravni kodovi \| Podjela \| Površina (km²)[5] \| Stanovništvo (2010.)[6] \| Sjedište \| Poštanski broj \| Pod-podjele \| Pod-podjele \| Pod-podjele \| Pod-podjele \| \| Upravni kodovi \| Podjela \| Površina (km²)[5] \| Stanovništvo (2010.)[6] \| Sjedište \| Poštanski broj \| Pod-distrikti \| Naselja \| Stambene zajednice \| Sela \| \| -------------------------- \| ------------------------------ \| -------------------------- \| -------------------------- \| -------------------------- \| -------------------------- \| -------------------------- \| -------------------------- \| -------------------------- \| -------------------------- \| \| 440100 \| Guangzhou 广州市 Guǎngzhōu Shì \| 7.434,40 \| 12.701.948 \| Yuexiu \| 510000 \| 136 \| 34 \| 1533 \| 1142 \| \| 440103 \| Liwan 荔湾区 Lìwān Qū \| 59,10 \| 898.200 \| Shiweitang \| 510000 \| 22 \| \| 195 \| \| \| 440104 \| Yuexiu 越秀区 Yuèxiù Qū \| 33,80 \| 1.157.666 \| Beijing \| 510000 \| 18 \| \| 267 \| \| \| 440105 \| Haizhu 海珠区 Hǎizhū Qū \| 90,40 \| 1.558.663 \| Jianghai Subdistrict \| 510000 \| 18 \| \| 257 \| \| \| 440106 \| Tianhe 天河区 Tiānhé Qū \| 96,33 \| 1.432.426 \| Tianyuan Subdistrict \| 510000 \| 21 \| \| 205 \| \| \| 440111 \| Baiyun 白云区 Báiyún Qū \| 795,79 \| 2.223.150 \| Jingtai Subdistrict \| 510000 \| 18 \| 4 \| 253 \| 118 \| \| 440112 \| Huangpu 黄埔区 Huángpǔ Qū \| 484,17 \| 831.586 \| Luogang Subdistrict \| 510500 \| 14 \| 1 \| 90 \| 28 \| \| 440113 \| Panyu 番禺区 Pānyú Qū \| 529,94 \| 1.764.828 \| Shiqiao \| 511400 \| 11 \| 5 \| 87 \| 177 \| \| 440114 \| Huadu 花都区 Huādū Qū \| 970,04 \| 945.005 \| Huacheng \| 510800 \| 4 \| 6 \| 50 \| 188 \| \| 440115 \| Nansha 南沙区 Nánshā Qū \| 783,86 \| 259.900 \| Huangge \| 511400 \| 3 \| 6 \| 28 \| 128 \| \| 440117 \| Conghua 从化区 Cónghuà Qū \| 1.974,50 \| 593.415 \| Jiekou \| 510900 \| 3 \| 5 \| 46 \| 221 \| \| 440118 \| Zengcheng 增城区 Zēngchéng Qū \| 1.616,47 \| 1.037.109 \| Licheng \| 511300 \| 4 \| 7 \| 55 \| 282 \| |                |                      |                      |                |               |             |                    |             |
| Liwan Yuexiu Haizhu Tianhe Baiyun Huangpu Panyu Huadu Nansha Conghua Zengcheng | Upravna podjela Guangzhoua |                |                      |                      |                |               |             |                    |             |
| Upravni kodovi                                                                 | Podjela | Površina (km²) | Stanovništvo (2010.) | Sjedište             | Poštanski broj | Pod-podjele   | Pod-podjele | Pod-podjele        | Pod-podjele |
| Upravni kodovi                                                                 | Podjela | Površina (km²) | Stanovništvo (2010.) | Sjedište             | Poštanski broj | Pod-distrikti | Naselja     | Stambene zajednice | Sela        |
| 440100                                                                         | Guangzhou 广州市 Guǎngzhōu Shì | 7.434,40       | 12.701.948           | Yuexiu               | 510000         | 136           | 34          | 1533               | 1142        |
| 440103                                                                         | Liwan 荔湾区 Lìwān Qū | 59,10          | 898.200              | Shiweitang           | 510000         | 22            |             | 195                |             |
| 440104                                                                         | Yuexiu 越秀区 Yuèxiù Qū | 33,80          | 1.157.666            | Beijing              | 510000         | 18            |             | 267                |             |
| 440105                                                                         | Haizhu 海珠区 Hǎizhū Qū | 90,40          | 1.558.663            | Jianghai Subdistrict | 510000         | 18            |             | 257                |             |
| 440106                                                                         | Tianhe 天河区 Tiānhé Qū | 96,33          | 1.432.426            | Tianyuan Subdistrict | 510000         | 21            |             | 205                |             |
| 440111                                                                         | Baiyun 白云区 Báiyún Qū | 795,79         | 2.223.150            | Jingtai Subdistrict  | 510000         | 18            | 4           | 253                | 118         |
| 440112                                                                         | Huangpu 黄埔区 Huángpǔ Qū | 484,17         | 831.586              | Luogang Subdistrict  | 510500         | 14            | 1           | 90                 | 28          |
| 440113                                                                         | Panyu 番禺区 Pānyú Qū | 529,94         | 1.764.828            | Shiqiao              | 511400         | 11            | 5           | 87                 | 177         |
| 440114                                                                         | Huadu 花都区 Huādū Qū | 970,04         | 945.005              | Huacheng             | 510800         | 4             | 6           | 50                 | 188         |
| 440115                                                                         | Nansha 南沙区 Nánshā Qū | 783,86         | 259.900              | Huangge              | 511400         | 3             | 6           | 28                 | 128         |
| 440117                                                                         | Conghua 从化区 Cónghuà Qū | 1.974,50       | 593.415              | Jiekou               | 510900         | 3             | 5           | 46                 | 221         |
| 440118                                                                         | Zengcheng 增城区 Zēngchéng Qū | 1.616,47       | 1.037.109            | Licheng              | 511300         | 4             | 7           | 55                 | 282         |

## Stanovništvo
Popis stanovništva iz 2010. godine pokazao je da je broj stanovnika u gradu Guangzhou 12,78 milijuna. Od 2014. procijenjeno je na 13.080.500, s 11.264.800 urbanih stanovnika. Njegova gustoća naseljenosti je tako oko 1.800 stanovnika po km².
| 1950.     | 1970.     | 1990.     | 2000.     | 2007.      | 2014.      |
| --------- | --------- | --------- | --------- | ---------- | ---------- |
| 2.567.645 | 4.185.363 | 5.942.534 | 9.943.000 | 10.530.100 | 11.264.800 |

## Gospodarstvo
Guangzhou je jedan od gospodarski najrazvijenijih kineskih gradova i jedan od gradova s najbrže rastućim gospodarstvom. Zbog brze industrijalizacije, smatra se i jednim od najzagađenijih gradova Kine. No, kako gradski razvoj postaje zeleniji, on je danas jedan od najživopisnijih gradova u Kini.
Grad je značajano poslovno i financijsko središte koje pored lučkih djelatnosti nudi i vrlo razvijenu raznovrsnu industriju (prehrambena, automobilska, biotehnologija i teška industrija
Kantonski sajam (formalno: „Sajam kineskog uvoza i izvoza”) organizira Ministarstvo trgovine svake godine u travnju i listopadu. Otvoren u proljeće 1957. godine, sajam je veliki događaj za grad. To je sajam s najdužom poviješću i najvišom razinom robne razmjene u Kini.

## Zbratimljeni gradovi
Guangzhou je zbratimljen sa sljedećim gradovima:
| - Ahmedabad Indija (2014.) - Arequipa Peru (2004.) - Auckland Novi Zeland (1989.) - Bangkok Tajland (2009.) - Bari Italija (1986.) - Birmingham Ujedinjeno Kraljevstvo (2006.) - Bristol Ujedinjeno Kraljevstvo (2001.) - Dhaka Bangladeš - Durban JAR (2000.) - Ecatepec Meksiko (2016.) - Ekaterinburg Rusija (2002.) | - Frankfurt Njemačka (1988.) - Fukuoka Japan (1979.) - Genova Italija (2016.) - Gwangju Južna Koreja (1996.) - Hambantota Šri Lanka (2007.) - Kota Kinabalu Malezija (2011.) - Linköping Švedska (1997.) - Łódź Poljska (2014.) - Los Angeles SAD (1981.) - Lyon Francuska (1988.) - Manila Filipini (1982.) | - Oita Japan (1997.) - Petaling Jaya Malezija (2012.) - Rabat Maroko (2013.) - Recife Brazil (2007.) - Surabaya Indonezija (2005.) - Sydney Australija (1986.) - Tampere Finska (2008.) - Vancouver Kanada (1985.) - Viña Del Mar Čile (1986.) - Vilnius Litva (2006.) |